# Greatest Hits Live...and More
Greatest Hits Live...and More je prvi album v živo ameriške rock skupine Toto, ki je izšel leta 1992. Skupina je album posnela na koncertu v Parizu, oktobra 1990. Na koncertu je skupina nastopila kot kvartet, ker so po koncu promocijske turneje Past to Present prekinili sodelovanje z Jeanom-Michelom Byronom kot glavnim vokalistom.

## Seznam skladb
| Št. | Naslov                                  | Pisec                                           | Dolžina |
| --- | --------------------------------------- | ----------------------------------------------- | ------- |
| 1.  | „Intro ("Child's Anthem")‟              | David Paich                                     | 2:47    |
| 2.  | „Africa‟                                | Paich, Jeff Porcaro                             | 6:58    |
| 3.  | „Georgy Porgy‟                          | Paich                                           | 5:55    |
| 4.  | „I'll Be Over You‟                      | Steve Lukather, Randy Goodrum                   | 5:03    |
| 5.  | „David Paich Solo Spot‟                 | Paich                                           | 2:41    |
| 6.  | „I Won't Hold You Back‟                 | Lukather                                        | 5:37    |
| 7.  | „Little Wing (Tribute to Jimi Hendrix)‟ | Jimi Hendrix                                    | 3:43    |
| 8.  | „Without Your Love‟                     | Paich                                           | 7:39    |
| 9.  | „English Eyes‟                          | Paich, Bobby Kimball, J. Porcaro, Steve Porcaro | 4:23    |
| 10. | „Rosanna‟                               | Paich                                           | 7:26    |
| 11. | „Afraid of Love‟                        | Lukather, Paich, J. Porcaro                     | 3:58    |
| 12. | „Hold the Line‟                         | Paich                                           | 3:50    |
| 13. | „Bonus materials‟                       |                                                 |         |

## Zasedba

### Toto
- Steve Lukather – kitare, solo vokal, spremljevalni vokal
- David Paich – klaviature, spremljevalni vokal
- Mike Porcaro – bas kitara (1, 4, 6, 7, 10, 12, 13)
- Jeff Porcaro – bobni, tolkala

### Dodatni glasbeniki
- Chris Trujillo – tolkala
- John Jessel – klaviature
- Jean-Michel Byron – spremljevalni vokal
- Jacci McGhee – spremljevalni vokal
- Jenny Douglas – spremljevalni vokal